# Руфинианы
Руфинианы (др.-греч. ῾Ρουφινιαναί) — один из азиатских пригородов византийского Константинополя, расположенный на берегу Мраморного моря, к юго-востоку от Халкидона. Согласно Ж. Паргуару, Руфинианы находились на месте современного округа Джаддебостан, в районе Кадыкёй Стамбула.
До того, как в конце IV века префект претория Флавий Руфин начал здесь масштабное строительство, этот район был известен как «Дуб». После своего обращения в христианство Руфин построил здесь церковь в честь Петра и Павла (Апостолеон), а в 393 году монастырь по соседству, в котором служили египетские монахи. Вскоре после убийства Руфина в 395 году монастырь впал в запустение, но был восстановлен около 400 года монахом Ипатием Вифинским, который был в нём игуменом до своей смерти в 446 году. В честь своего второго основателя монастырь получил новое имя, и в середине V века насчитывал 50 монахов. В 403 году в этом монастыре состоялся Собор под Дубом, на котором был осуждён Иоанн Златоуст. Около 950 года монастырь в очередной раз восстановил патриарх Феофилакт. После падения Константинополя в 1204 году монахи покинули монастырь, и 10 лет до 1225 года он стоял пустым, пока его не заняли цистерцианцы из аббатства Святого Ангела в Петре. Это были греческие монахи, которые были поставлены папским легатом Пайу Галваном перед выбором, или принять Четвёртый Латеранский собор (то есть признать авторитет папы римского), или вступить в орден цистерцианцев. После восстановления Византийской империи, монастырь стал подчиняться игумену монастыря святого Павла Латрского. После XIII века монастырь в источниках не упоминается.
Помимо церковных сооружений, в пригороде находился один из императорских дворцов, так же первоначально построенный Руфином. Довольно часто этот дворец упоминается в первой половине V века. В правление Юстиниана I дворец находился в собственности его сподвижников, полководца Велизария и придворного Иоанна Каппадокийского. Более поздние источники об этом дворце не упоминают.